# المباني للمقاولات العامة

## التاريخ
تأسست الشركة في أكتوبر عام 1972 في مدينة جدّة. منذ بدايتها، شاركت في تنفيذ مشاريع بنية تحتية، وتولّت تنفيذ عقود لصالح جهات حكومية وشركات عالمية عاملة في المملكة. لاحقًا افتتحت الشركة فروعًا لها في الرياض والمنطقة الشرقية من السعودية. 

## الأنشطة
تقدم شركة المباني مجموعة من خدمات المقاولات تشمل:
- الأعمال المدنية والكهربائية والميكانيكية.
- تنفيذ مشاريع تسليم مفتاح .
- تطوير البنية التحتية للنقل والمواصلات.
- إنشاء المطارات، وخطوط المترو، والمنشآت العسكرية .[2]

## المشاريع البارزة
نفذت شركة المباني مقاولون عامون، أو شاركت في تنفيذ،  مجموعة من المشاريع الاستراتيجية البارزة في المملكة العربية السعودية، بعضها بدعم من صندوق الاستثمارات العامة ، ومن أبرز هذه المشاريع:
- مطار البحر الأحمر الدولي:  تنفيذ المشروع لصالح شركة البحر الأحمر للتطوير، بتكلفة تقدر بـ 237.2 مليون دولار، ومن المتوقع أن يستقبل المطار مليون زائرًا سنويًا بحلول 2030.
- مشروع مترو الرياض:  شاركت الشركة في تنفيذ الخطين الأول والثاني من شبكة مترو الرياض، ضمن مشروع بلغت تكلفته أكثر من 10 مليارات دولار.
- مشروع المسار الرياضي (الرياض): مشاركة الشركة في أحد أبرز المشاريع الحضرية والترفيهية في العاصمة السعودية الرياض.
- تنفيذ منشآت ومرافق لصالح وزارة الدفاع السعودية.

## التصنيفات
- في عام 2021، جاءت شركة المباني في المرتبة التاسعة ضمن قائمة فوربس الشرق الأوسط لأفضل شركات المقاولات في منطقة الشرق الأوسط وشمال أفريقيا.[3]

## وصلات خارجية
- الموقع الرسمي لشركة المباني مقاولون عامون